# Gheorghe Moldovan
Gheorghe Moldovan (n. 23 aprilie 1894, satul Pojorta, comuna Lisa,  comitatul Făgăraș - ?), a activat în calitate de notar comunal și prim notar județean în jud. Făgăraș și notar comunal în jud. Ciuc în perioada 1 aprilie 1919 – 31 mai 1925. De la 1 iunie a funcționat la Administrația Financiară Târgu Mureș, Sighet, Râmnicu Sărat și Brașov, în calitate de perceptor, controlor și șef de birou și delegat la Marea Adunare Națională de la Alba Iulia din 1 decembrie 1918.